# Christine Mauel
Christine Mauel (Eupen, 1 juni 1981) is een Belgisch Duitstalig politica: eerst voor Ecolo, daarna voor de liberale PFF.

## Biografie
Mauel studeerde architectuur aan de Rheinisch-Westfälische Technische Hochschule in Aken en aan het Institut d'Architecture Laurent Lombard in Luik, waar ze in 2004 afstudeerde. Van 2004 tot 2007 werkte ze als zelfstandig architecte, daarna tot 2008 bij een bouwbedrijf. Vervolgens werd ze actief bij de gemengd Waals-Duitstalige sociale huisvestingsmaatschappij Nosbau: van 2008 tot 2011 als diensthoofd voor nieuwbouw en renovaties, van 2011 tot 2017 als technisch directrice en van 2017 tot 2019 als directrice-zaakvoerster.
In januari 2019 werd Mauel aangesteld tot Ecolo-lijsttrekker in het arrondissement Verviers voor de Waalse verkiezingen van mei 2019. Na een maand trok ze echter terug als lijsttrekker, nadat bleek dat ze zich niet kon vinden in het partijprogramma van Ecolo. Ze sloot zich vervolgens aan bij de liberale MR en haar Duitstalige afdeling PFF en kreeg voor de Waalse verkiezingen de tweede plaats toegewezen op de MR-lijst in het arrondissement Verviers. Mauel werd verkozen en nam zitting in het Waals Parlement. Als Duitstalige mocht ze echter niet in het Parlement van de Franse Gemeenschap, maar werd ze wel raadgevend lid van het Parlement van de Duitstalige Gemeenschap.
In het Waals Parlement was Mauel van 2019 tot 2024 vicevoorzitter van de commissie Begroting en Sportinfrastructuren. Als Waals Parlementslid verdedigde ze de belangen van de Duitstalige Gemeenschap, bijvoorbeeld inzake de financiering van hulpverleningszone, en ijverde ze ervoor om alle overlappende provinciale bevoegdheden aan de Duitstalige Gemeenschap te geven. Daarnaast diende ze een reeks voorstellen in omtrent steunmaatregelen tijdens de coronacrisis en legde ze zich toe op de ontwikkeling, de uitbreiding en het beheer van de Luchthaven van Luik en het versterken van burgerparticipatie bij de werkzaamheden van het Waals Parlement. In 2021-2022 zetelde ze tevens in de onderzoekscommissie naar de oorzaken en het crisisbeheer van de catastrofale overstromingen van juli 2021 en in 2023 pleitte ze voor de oprichting van een rampenfonds voor ecologische schade bij natuurrampen, naast de al bestaande rampenfondsen voor algemene schade en landbouwschade. 
Bij de Waalse verkiezingen van juni 2024 werd Mauel herkozen als Waals Parlementslid.